# 沙维耶港
沙维耶港是巴西南大河州的一个市镇。总面积280.511平方公里，总人口10857人，人口密度38.7人/平方公里。